# The Pioneers (альбом)
The Pioneers — дебютний спільний альбом американських реперів MC Eiht і Spice 1, виданий 29 червня 2004 р. лейблом Real Talk Entertainment. Виконавчий продюсер: Деррік Джонсон. Звукорежисер, зведення: Digital D. Звукорежисер: Рік Рок (Рікардо Томас). Графічний дизайн, фото: Phantom. Продюсери: DJ Epik (№ 3, 5, 6, 8, 11, 12, 16, 17), Goldfingaz (№ 3, 5, 7, 1 to 14), Марк Нокс (№ 2, 6-8, 10, 11, 13, 15), Warrington (№ 9).

## Список пісень
1. «Break Deez Mu'fuckaz» — 0:10
2. «The Murder Show, Pt. 2» (з участю Bonfire) — 3:54
3. «So Damn Crazy» — 4:08
4. «Come on Niggaz» — 0:15
5. «We Run the Block» — 4:41
6. «That's It» — 3:44
7. «Can't Stop Us» — 3:44
8. «That's the Way Life Goes» — 4:35
9. «East Bay Gangsta» — 3:24
10. «All I Came 2 Do» — 3:35
11. «'Bout That Time» — 4:08
12. «Do Better» — 5:03
13. «Been a Long Time» — 4:29
14. «West Coast Party» (з участю Hollow Tip) — 4:04
15. «Keepin' Me High» — 4:18
16. «I Ain't Scared» — 3:18
17. «The Mack» (бонус-трек) — 4:37

## Чартові позиції
| Чарт (2004)               | Найвища позиція |
| ------------------------- | --------------- |
| US Top R&B/Hip-Hop Albums | 71              |